# Cocktail Hour
Pour plus de détails, voir Fiche technique et Distribution.
Cocktail Hour est un film américain réalisé par Victor Schertzinger et sorti en 1933.

## Synopsis
Cynthia Warren est une jeune femme riche et indépendante qui se moque du mariage et va voyager en Europe où elle rencontrera un jeune prince.

## Fiche technique
- Réalisation : Victor Schertzinger
- Scénario : 	Gertrude Purcell, Richard Schayer, d'après Pearls and Emeralds de James Kevin McGuinness
- Photographie : Joseph H. August
- Montage : Jack Dennis
- Distribution : Columbia Pictures
- Durée : 73 minutes
- Date de sortie : 5 juin 1933

## Distribution
- Bebe Daniels : Cynthia Warren
- Randolph Scott : Randolph Morgan
- Sidney Blackmer : William Lawton
- Muriel Kirkland : Olga Raimoff
- Jessie Ralph : Princesse de Longville
- Barry Norton : Prince Philippe de Longville
- George Nardelli : Raoul Alvarez
- Marjorie Gateson : Mme Pat Brown
- Larry Steers : Dick